# Les Lettres françaises
Les Lettres françaises è una rivista politica e letteraria francese fondata nel 1942, quale giornale della resistenza, la cui prima serie ha cessato le pubblicazioni nel 1972.
Apparve in forma settimanale dal 1944 al 1972. Una nuova serie venne pubblicata come supplemento mensile del quotidiano L'Humanité.

## Storia

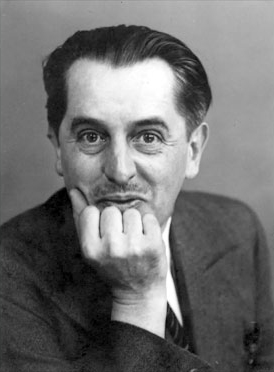
Ritratto di Jean Paulhan

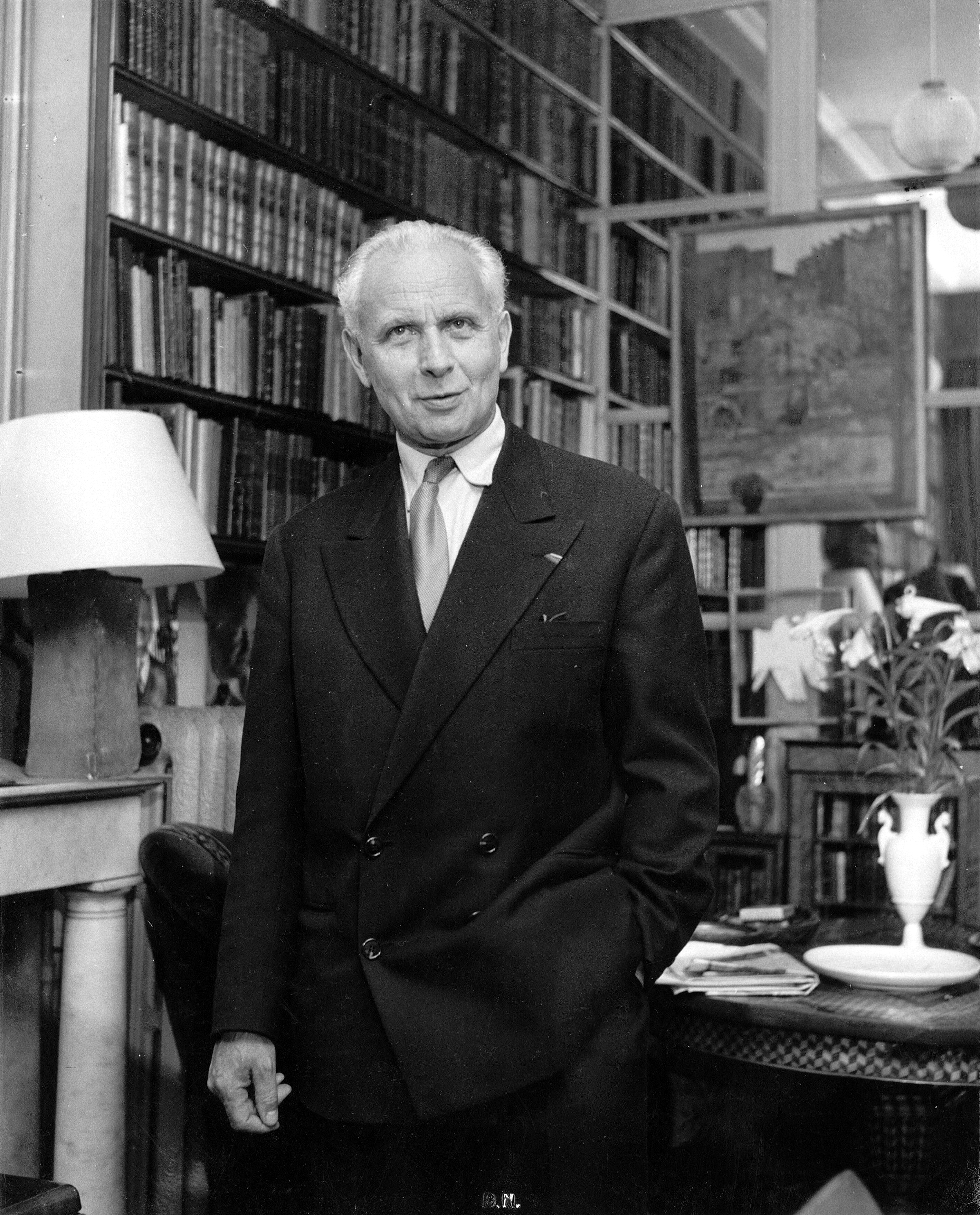
Ritratto di Louis Aragon

Les Lettres françaises, fondate in clandestinità durante l'occupazione tedesca della Francia da Jacques Decour e da Jean Paulhan, dedicate a letteratura e anche espressione artistica, furono progettate nel 1941: il primo numero fu stampato il 20 settembre 1942, dopo la morte Decour, fucilato infatti dai tedeschi il 30 maggio 1942. Diretta da Claude Morgan, la rivista era l'organo clandestino del Comité national des écrivains, une emanazione del Front National creato dal Partito Comunista Francese (PCF); ciononostante, nel primo numero della rivista (20 settembre 1942), in un "Appel aux écrivains" venne scritto che si voleva l'unificazione di «toutes les tendances et toutes les confessions: gaullistes, communistes, démocrates, catholiques, protestants».
Successivamente, sostenuta finanziariamente dal PCF, la rivista fu pubblicata settimanalmente e fu ligia alla linea filosovietica del PCF. Rimase famosa la campagna svolta nel 1948 contro il diplomatico sovietico Viktor Kravčenko il quale nel 1943 aveva ottenuto asilo politico negli Stati Uniti e nel 1946 aveva pubblicato un'autobiografia nella quale denunciava fra l'altro il totalitarismo stalinista e la repressione politica in URSS. Les Lettres françaises accusarono Kravčenko di aver svolto opera di disinformazione, avendo diffuso false notizie in qualità di agente provocatore e spia al soldo gli Stati Uniti. Assistito dall'avvocato Joë Nordmann, Kravčenko denunciò nel 1949 la rivista la quale fu condannata; sebbene la condanna si riducesse a un risarcimento simbolico di tre franchi, la sentenza confermò in qualche modo “ufficialmente”, nello spazio culturale francese, l’esistenza dei gulag in Unione Sovietica. Un episodio analogo si svolse nel 1950 allorché David Rousset, un membro della Resistenza deportato nei campi nazisti, attaccato da Les Lettres françaises per aver chiesto la costituzione di una commissione d’inchiesta sui campi in URSS, querelò la rivista per diffamazione e vinse il processo.
Nel 1952 la direzione fu assunta dal poeta Louis Aragon che la diresse ininterrottamente fino al 1972, anno in cui la prima serie cessò le pubblicazioni. Aragon seguì dapprima la rigida linea filosovietica del PCF. Nella seconda metà degli anni sessanta Aragon iniziò a difendere i dissidenti politici nell'URSS e nei paesi dell'Est; nel 1968 criticò l'invasione della Cecoslovacchia. Privato del sostegno economico del PCF, nel 1972 Les Lettres françaises dovette chiudere.
Una nuova serie fu pubblicata nel periodo 1990-1993. Le pubblicazioni sono riprese nel marzo 2004 come supplemento mensile del quotidiano L'Humanité. A partire dal mese di maggio 2014 cessa la pubblicazione cartacea per cui Les Lettres françaises è ormai una rivista digitale.